# Balkankriege

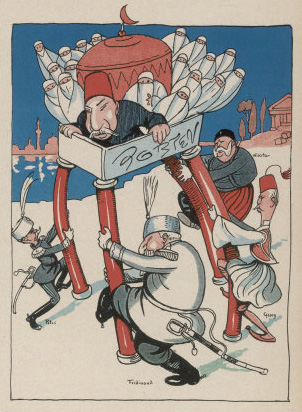
Zeitgenössische Karikatur des dänischen Karikaturisten Alfred Schmidt zum Ersten Balkankrieg: Vier Figuren, die Griechenland, Bulgarien, Serbien und Montenegro darstellen, versuchen, die Hohe Pforte (dänisch: Porten) zum Einsturz zu bringen, auf der Sultan Mehmed V. mit seinem Harem sitzt.

Die Balkankriege waren zwei Kriege der Staaten der Balkanhalbinsel in den Jahren 1912 und 1913 im Vorfeld des Ersten Weltkriegs. Als Folge wurde das Osmanische Reich in Europa bis in die heutigen Grenzen der Türkei verdrängt und musste große Gebiete an die Nachbarländer abtreten.

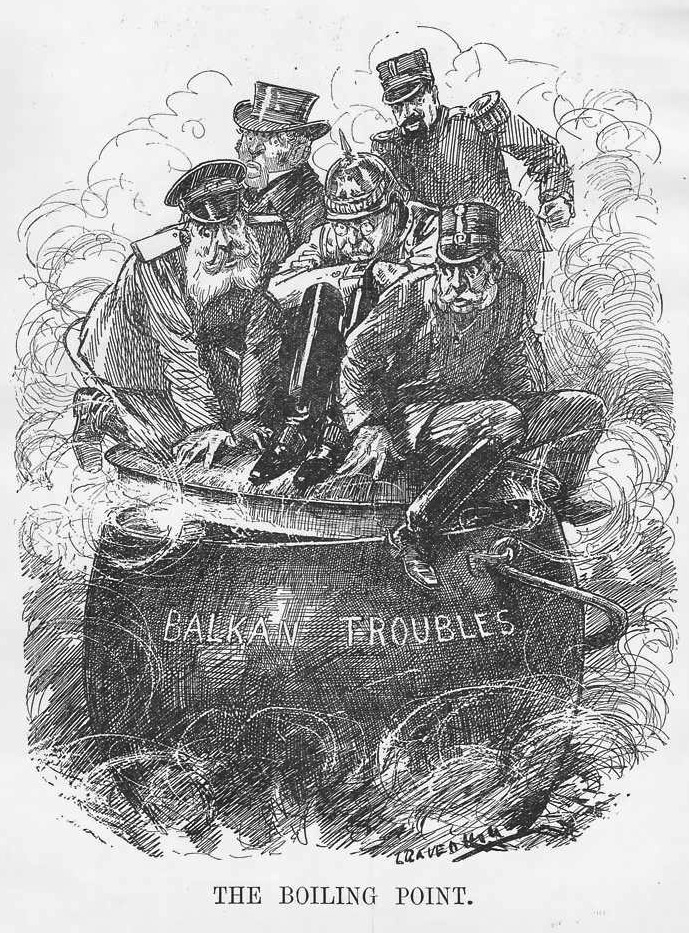
The Boiling Point („Der Siedepunkt“). Karikatur des britischen Zeichners Leonard Raven-Hill (1912): Deutschland, Frankreich, Russland, Österreich-Ungarn und Großbritannien versuchen, den Deckel auf dem überkochenden Kessel mit der Aufschrift Balkan Troubles zu halten.

## Erster Balkankrieg

### Ausgangssituation und Balkanbund 1912

Grenzen 1912 vor dem Ersten Balkankrieg

Russland begegnete seiner diplomatischen Niederlage nach der Annexion Bosniens im Jahr 1908 durch Österreich-Ungarn mit der Schaffung des Balkanbunds zwischen Serbien und Bulgarien unter russischer Patronage. Das Bündnis der beiden Balkanstaaten weitete sich mit dem Anschluss Griechenlands und Montenegros aus, wodurch sich die sicherheitspolitischen Ziele des Bündnisses änderten. Nicht Österreich-Ungarn war nun das primäre Ziel, sondern das Osmanische Reich. Den letzten Anstoß für ein offensives Vorgehen des Bündnisses gegen die Osmanen gab deren Schwächung durch die Niederlage im Italienisch-Türkischen Krieg von 1911/12.
Die Bündnispartner Serbien und Bulgarien einigten sich darauf, einen Schiedsspruch des russischen Zaren bezüglich der Angliederung neu gewonnener Territorien zu akzeptieren. Griechenland dagegen – mit der politischen Unterstützung Großbritanniens und Frankreichs – lehnte die russische Oberhoheit ab und wollte die Angliederung möglicher neu gewonnener Territorien durch eine internationale Konferenz regeln. Da Russland sich der Unterstützung seiner Verbündeten Frankreich und Großbritannien in der Balkanfrage nicht sicher war, stimmte es Anfang Oktober 1912 einer im Namen aller Großmächte abgegebenen diplomatischen Note zu, die auf dem territorialen Status quo am Balkan beharrte. Die Balkanstaaten missachteten diese Deklaration jedoch.

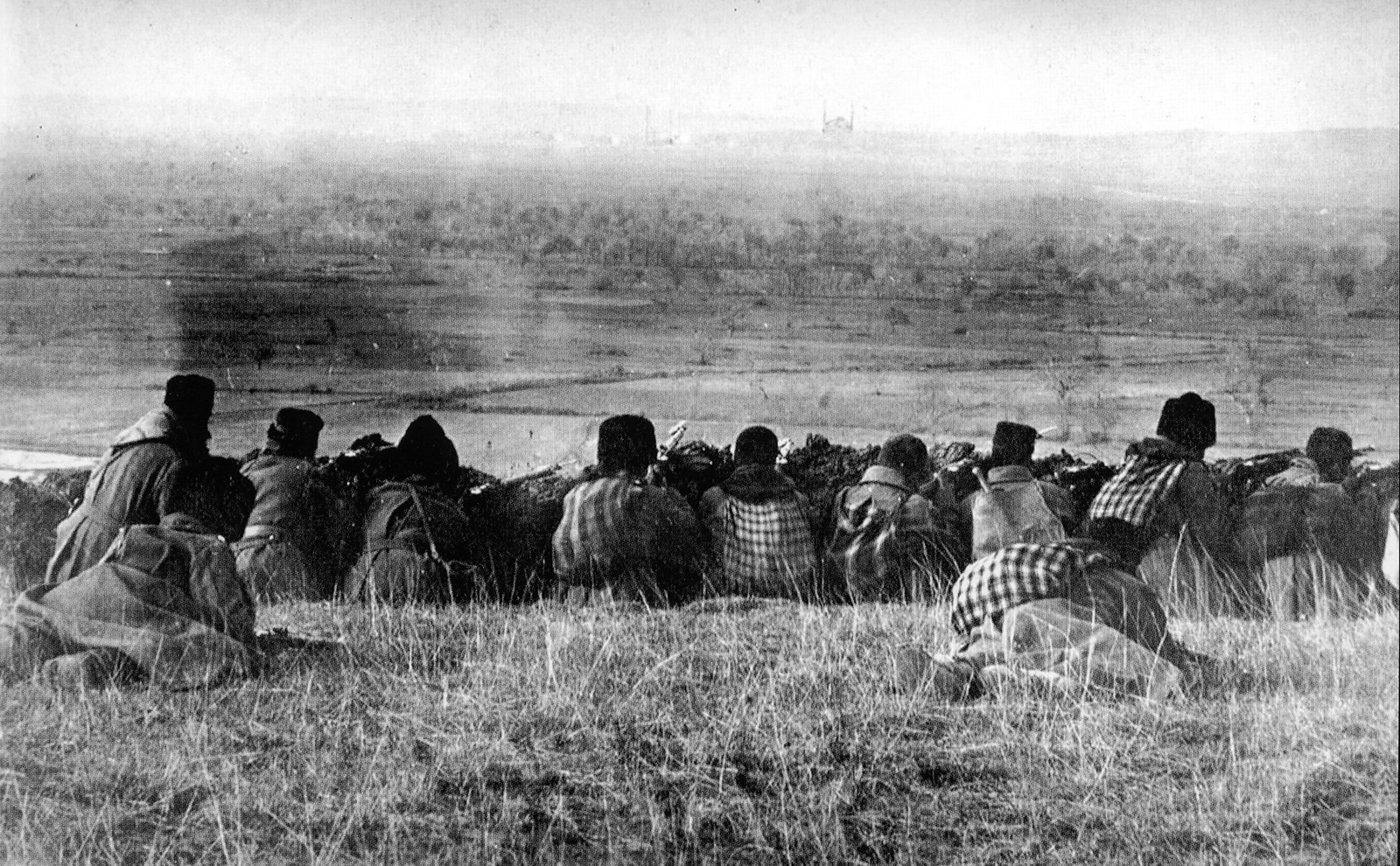
Bulgarische Truppen während der Belagerung Adrianopels (1913)

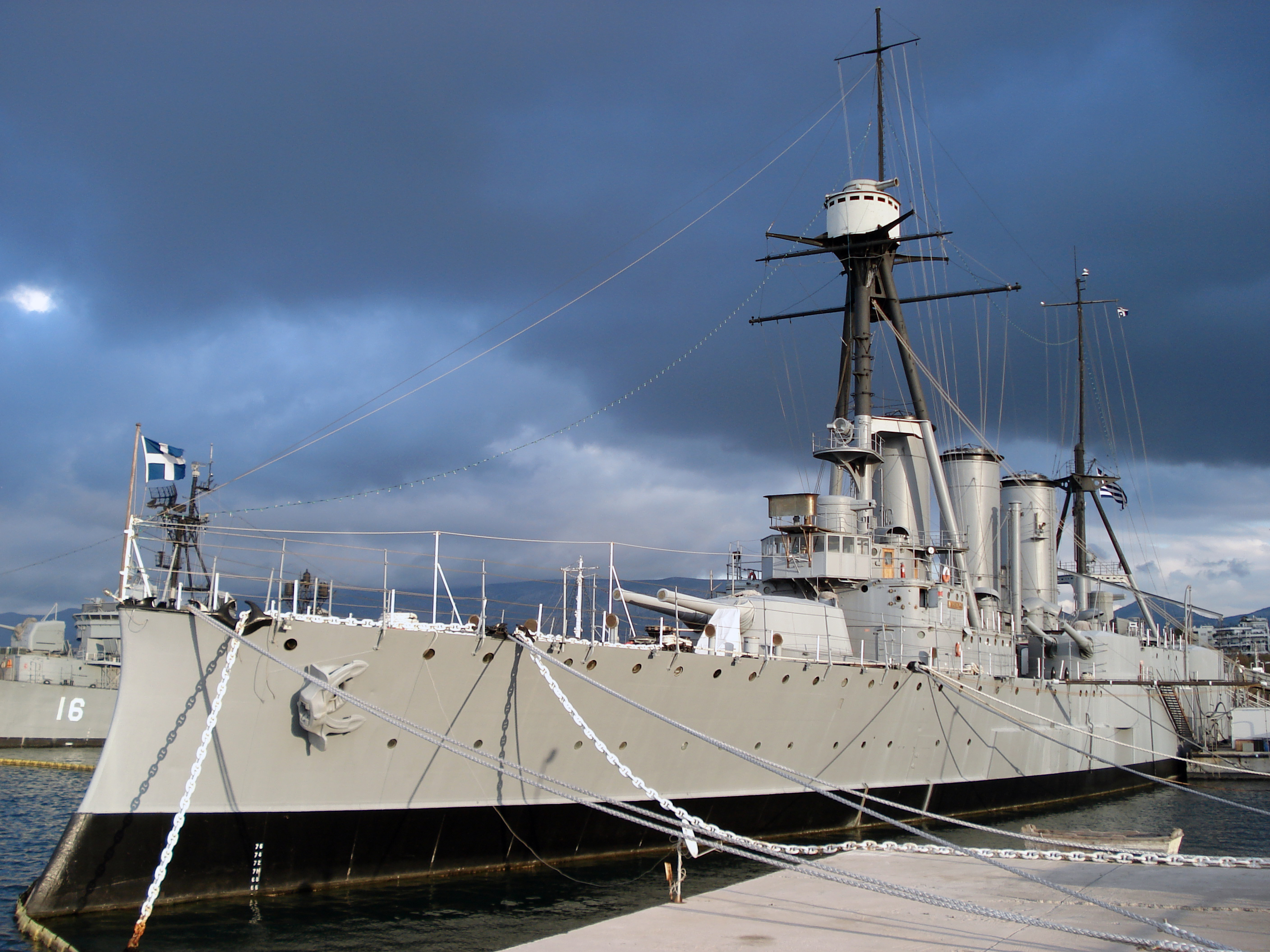
Der Panzerkreuzer Georgios Averoff, Flaggschiff der griechischen Kriegsmarine während der Balkankriege (1912–1913)

Zu Beginn des Krieges waren die bulgarischen Streitkräfte etwa 233.000 Mann stark, die serbischen rund 130.000, die montenegrinischen 31.000 und die griechischen etwa 80.000. Zusammen waren das bei Kriegsbeginn 474.000 Soldaten. Während der Kriege wurden weitere Soldaten eingezogen: Serbien hielt letztlich 350.000 bis 400.000 Mann unter Waffen, Bulgarien 600.000 und Griechenland 300.000. Als einziger Balkanstaat unterhielt Griechenland auch eine nennenswerte Kriegsmarine. Die osmanischen Truppen auf der Balkanhalbinsel umfassten rund 290.000 Mann. Das Osmanische Reich entsandte Verstärkung aus Asien erst nach Ende der entscheidenden Kampfhandlungen. Gründe dafür waren, dass die Hohe Pforte eine russische Invasion über den Kaukasus fürchtete, vor allem aber, dass sich das Reich noch im Krieg mit Italien befand. Zudem waren die osmanischen Truppen schlechter ausgerüstet als die Soldaten des Balkanbundes und hatten eine veraltete (noch aus der ersten Hälfte des 19. Jahrhunderts stammende) Kommunikationsstruktur. Eine nicht unwesentliche Rolle spielte auch die Behinderung des Nachschubes durch die griechische und die bulgarische Marine.

### Kriegsverlauf

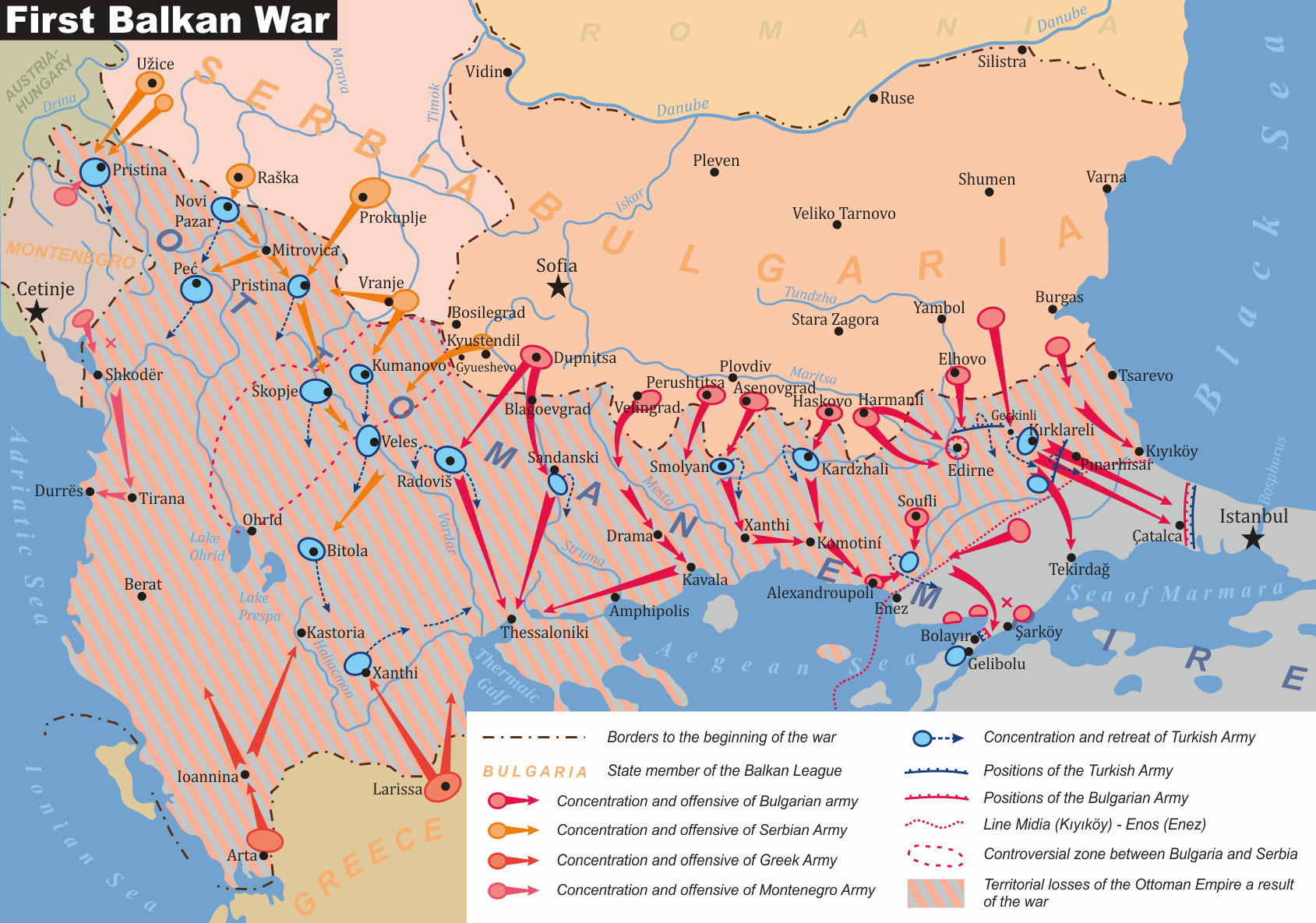
Verlauf des Ersten Balkankriegs

Montenegro erklärte dem Osmanischen Reich am 25. Septemberjul. / 8. Oktober 1912greg. und am 16. Oktober das Osmanische Reich Bulgarien den Krieg. Am Tag darauf erklärten Serbien, Bulgarien und Griechenland gemeinsam dem Osmanischen Reich den Krieg.
Die folgenden militärischen Niederlagen des Osmanischen Reiches, das durch den 1912 verlorenen Italienisch-Türkischen Krieg und verschiedene Aufstände in den Balkanprovinzen schon vorher geschwächt war, belegten, dass es seine europäische Herrschaft nicht länger aufrechterhalten konnte.

Im Ersten Balkankrieg bis zum Waffenstillstand eroberte Gebiete

Am 21. Oktober 1912 wurden die osmanischen Streitkräfte beim Sarantaporos-Fluss von der griechischen Armee geschlagen und am 24. Oktober marschierten die griechischen Streitkräfte in Kozani ein. Am 31. Oktober wurden die osmanischen Truppen bei Giannitsa erneut besiegt und am nächsten Tag wurde die Stadt von den griechischen Truppen eingenommen. Die griechische Armee marschierte anschließend Richtung Monastir (heutiges Bitola), wechselte aber ihre Stoßrichtung und erreichte Saloniki am 7. November, wenige Stunden vor dem Einmarsch der bulgarischen Streitkräfte. Das türkische Oberkommando in der Stadt mit etwa 26.000 Soldaten kapitulierte gegenüber der griechischen Armee und durfte unbehelligt abziehen. Erste Auseinandersetzungen zwischen griechischen und in Saloniki einrückenden bulgarischen Verbänden zeichneten sich bereits zu diesem Zeitpunkt ab.
Am 21. Februar 1913 wurde Ioannina, nach einer mehrtägigen Schlacht bei Bizani, von der griechischen Armee eingenommen. Etwa 33.000 türkische Soldaten gingen in Gefangenschaft. Die griechischen Truppen erreichten am 6. März die Hafenstadt Valona (heutiges Vlora) am Adriatischen Meer. Die griechische Kriegsmarine zwang die osmanische Flotte, in den Dardanellen Schutz zu suchen, und schnitt dadurch die logistische Unterstützung des osmanischen Heeres aus Kleinasien ab.
Die serbischen Streitkräfte besiegten die osmanische Armee am 3. und 4. November 1912 in Kumanovo. Am 6. November rückten sie in Üsküb (heutiges Skopje) ein. Mitte November nahmen sie die Region Prilep und am 29. November Monastir ein. Danach unterstützten sie die montenegrinischen Verbände in der Region um Novi Pazar und am 3. Mai 1913 eroberten sie zusammen nach einer mehrmonatigen Belagerung die Stadt Shkodra. Etwa 20.000 osmanische Soldaten verließen die umkämpfte Region und suchten Anschluss an die gegen die griechischen Truppen kämpfenden osmanischen Verbände in Epirus.
Die bulgarische Armee besiegte die osmanischen Truppen in der Schlacht von Kirk Kilisse (21./22. Oktober 1912) und erneut Ende Oktober in der Schlacht von Lüleburgaz. Auf beiden Seiten sind in der Schlacht jeweils über 20.000 Soldaten gefallen, verwundet oder gefangen worden. Ende Oktober marschierten Verbände des bulgarischen Makedonien-Adrianopel-Freiwilligen-Korps durch die östliche Rhodopen Richtung Süden und eroberten am 2. November den wichtigen Ägäishafen Dedeağaç. Sie unterbrachen dadurch die osmanischen Versorgungsrouten in West-, und Ostthrakien und nahmen in Richtung Soufli die Verfolgung der von Mehmed Yaver Pasha angeführten Kırcaali-Reservedivision (Kırcaali Redif Fırkası) Süden aus, der zuvor bereits bei Kardschali geschlagen wurde. Angesichts der drohenden Umzingelung befahl letztere den Rückzug der Truppen nach Gallipoli. In der Schlacht von Merhamli vereinigten sich die vom Süden kommenden freiwilligen Verbände mit der von Norden dazustoßenden regulären bulgarischen Armee und schlugen die sich zurückziehenden Osmanen unter Mehmed Yaver Pasha. Fast 10.000 Soldaten der Kırcaali-Division gerieten in Gefangenschaft. Die Erfolge der Bulgaren veranlassten Russland sogar zu der Erwägung, ob man nicht dem Osmanischen Reich zu Hilfe kommen sollte. Truppenlandungen am Bosporus sollten eine bulgarische Kontrolle der Meerengen verhindern.
Zwischen dem 4. und 8. November versuchten die Bulgaren dann, geschwächt durch die Cholera ohne Erfolg, Konstantinopel einzunehmen. Bulgarien schloss daraufhin am 20. November 1912 einen separaten Waffenstillstand mit der osmanischen Regierung (Hohe Pforte). Am 2. Februar 1913 begannen die bulgarischen Verbände jedoch erneut mit militärischen Operationen nach einem Staatsstreich der Jungtürken unter Ismail Enver in Konstantinopel. Adrianopel (heutiges Edirne) fiel nach einer Belagerung am 26. März 1913 den bulgarischen Verbänden in die Hände, nachdem ihnen zwei serbische Divisionen zu Hilfe gekommen waren. Insgesamt gingen etwa 65.000 osmanische Soldaten in bulgarische Kriegsgefangenschaft. Die Schlacht von Vasopetra am 27. April 1913 forderte das Leben amerikanischer griechischstämmiger Kriegsteilnehmer. Am 1. Mai 1913 erreichten die Osmanen einen erneuten Waffenstillstand.
Unter dem Eindruck der Ereignisse hatte das Fürstentum Albanien bereits am 28. November 1912 seine Unabhängigkeit vom Osmanischen Reich erklärt. Die Proklamation wurde in Windeseile abgehalten, da die in das albanische Siedlungsgebiet einrückenden Montenegriner, Serben und Griechen große Gebiete erobert hatten. Zur Zeit der Unabhängigkeitserklärung besaß Albanien nur zwischen den Städten Korça, Tepelena und Vlora eine nennenswerte Staatsmacht.

### Ergebnisse

Durch die serbische Armee erbeutete osmanische Kanonen, vor einer Kirche in Kumanovo, 1912

Unter Vermittlung der europäischen Großmächte kam es ab Dezember 1912 in London zu Friedensverhandlungen. Mit der Unterzeichnung des Londoner Vertrags endete der Krieg am 30. Mai 1913.
Die Osmanen verzichteten auf alle europäischen Gebiete westlich der Linie zwischen Midia am Schwarzen Meer und Enez an der Ägäisküste, ihre jahrhundertelange Herrschaft auf der Balkanhalbinsel fand damit binnen weniger Monate ihr Ende. In der Folge kam es zu einer Massenflucht hunderttausender Muslime nach Kleinasien. Die siegreichen Staaten verboten in den von ihnen eroberten Gebieten mohammedanische Kleidung, Moscheen wurden dem Verfall preisgegeben oder in Kirchen umfunktioniert bzw. zurückgewandelt.
Die Unabhängigkeit Albaniens wurde anerkannt. Mit italienischer und deutscher Unterstützung konnte Österreich-Ungarn erreichen, dass der neu entstandene Staat auch Gebiete zugesprochen bekam, die im Kriegsverlauf von den Staaten des Balkanbundes besetzt worden waren. Die Festlegung der albanischen Grenze sah schließlich ein Territorium vor, das knapp die Hälfte des albanischen Siedlungsraumes umfasste. Dies war eine Niederlage für Serbien und Griechenland, die sich zuvor auf eine Aufteilung der albanischen Gebiete geeinigt hatten. Durch die Schaffung Albaniens erreichte die Wiener Diplomatie ihr Ziel, Serbien von der Adria fernzuhalten. In der Frage des serbischen Adriazugangs bei Skutari stießen die russische und die österreichische Balkanpolitik direkt aufeinander; es kam zu einer schweren internationalen Krise.
Thrakien sollte an Bulgarien fallen, Makedonien zwischen Serbien, Griechenland und Bulgarien aufgeteilt werden.
Der Kretische Staat vereinigte sich offiziell mit Griechenland.

## Zweiter Balkankrieg

### Balkanbund 1913
Nach der vereinbarten Waffenruhe mit den Osmanen kam es wenig später zum Streit über die Verteilung der Territorien. Die bulgarische Führung war nicht zufrieden mit der den Vorkriegsvereinbarungen widersprechenden Grenzziehung in Makedonien und verlangte die Abtretung der von Serbien okkupierten Gebiete. Darüber hinaus überschätzte die bulgarische Regierung die Stärke der eigenen Armee und verkannte auch die strategische Lage auf dem Balkan, die sich mit dem Verteidigungsbündnis vom 19. Mai 1913 zwischen Belgrad und Athen manifestierte. Die Serben waren damit unzufrieden, dass Albanien ihren angestrebten Zugang zur Adria versperrte. Rumänien, das im Ersten Balkankrieg neutral geblieben war, agierte im Zweiten Balkankrieg selbstständig gegen Bulgarien. Das Osmanische Reich ergriff schließlich ebenfalls die Gelegenheit, während der Kriegshandlungen zwischen den serbischen, griechischen und bulgarischen Truppen verlorene Territorien zurückzugewinnen.

### Kriegshandlungen

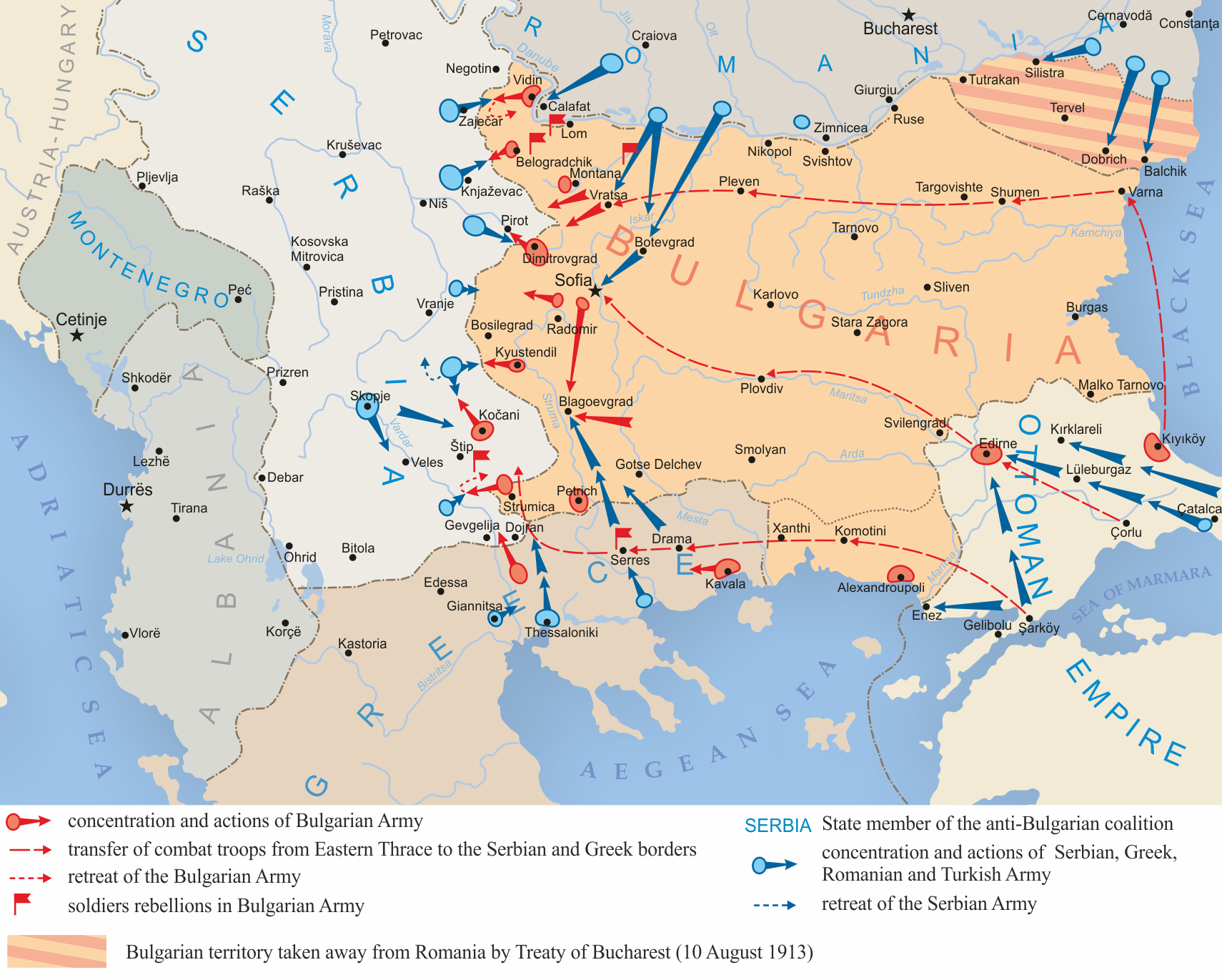
Verlauf des Zweiten Balkankriegs

In der Nacht vom 29. Juni 1913 griffen bulgarische Truppen gleichzeitig die griechischen und serbischen Armeen an, ohne dass Bulgarien den beiden Staaten offiziell den Krieg erklärt hatte. Die Kämpfe zwischen Serres und Saloniki endeten mit einem Sieg der vorbereiteten Verteidiger. Serbien und Griechenland erklärten Bulgarien am 8. Juli 1913 den Krieg. Am 10. Juli folgte die Kriegserklärung Rumäniens, am 11. Juli die des Osmanischen Reiches. Damit wurde Bulgarien von allen Seiten angegriffen. Die Masse seiner Streitkräfte war zu dem Zeitpunkt in heftige Kämpfe mit griechischen Verbänden verwickelt. Ohne nennenswerten Widerstand erreichten daher die rumänischen Truppen binnen weniger Tage die Vororte von Sofia, während die osmanischen Truppen am 21. Juli in das nicht verteidigte Adrianopel einmarschierten. Das gegen diese Kräftekoalition weit unterlegene Bulgarien musste sich innerhalb weniger Wochen geschlagen geben. In den letzten Kriegstagen zeichneten sich auch noch Auseinandersetzungen zwischen verbündeten griechischen und serbischen Verbänden in der Region Kozani ab.

### Ergebnisse
Nach dem Waffenstillstand musste Bulgarien im Friedensvertrag von Bukarest vom 10. August 1913 fast alle im Ersten Balkankrieg erzielten Eroberungen wieder abtreten.
Der größte Teil der Region Makedonien fiel an Griechenland (das Ägäis-Makedonien) und Serbien (das Vardar-Mazedonien, heutiges Nordmazedonien), der Süden der Dobrudscha ging an Rumänien und Ostthrakien mit Adrianopel zurück an das Osmanische Reich. Der Eintritt Rumäniens im Krieg gegen Bulgarien „vergiftete“ das Verhältnis zwischen den beiden Ländern für Jahre. Noch heute spürt man eine Animosität im Verhalten beider Länder zueinander. Solche Feindschaften gibt es jedoch zwischen vielen Balkanvölkern, ausgelöst vor allem durch die vielen Kriegsverbrechen. Bulgarien behielt vorerst nur einen kleinen Teil der östlichen Region Makedoniens. Mit dem Eingreifen Russlands in die Verhandlungen erhielt Bulgarien letztendlich mit dem Vertrag von Konstantinopel am 29. September 1913 mit Westthrakien doch noch einen Zugang zur Ägäis. Dies verursachte einen neuen Konflikt mit Griechenland, das die Region für sich beanspruchte. Die Osmanen hatten am Ende des Zweiten Balkankriegs mit Hilfe der Freischärler von „Teşkilât-ı Mahsusa“ – einer osmanischen, meist von der Hohen Pforte unabhängig agierenden, jedoch vom Militär unterstützten Geheimorganisation – Ostthrakien mit Edirne (Adrianopel) zurückerobert und wie später beim Völkermord an den Armeniern nahezu die gesamte bulgarische Minderheit dort vertrieben oder ermordet.
In Westthrakien wurde ebenso mit Unterstützung der „Teșkilât-ı Mahsusa“ die Kontrolle wieder übernommen und die Provisorische Regierung Westthrakien gegründet. Die Hohe Pforte forcierte aufgrund politischer Ängste die Unabhängigkeitsbewegung in der Region Westthrakiens nicht, denn in West-, Nord- und Ostthrakien lebten ebenfalls hunderttausende Muslime und Christlich-Orthodoxe. Der Vertrag von Konstantinopel bildete neben dem Vertrag von Bukarest den zweiten wichtigen Vertrag am Ende des Zweiten Balkankriegs. Damit wurde Westthrakien mit Einverständnis des Osmanischen Reichs Bulgarien überlassen (mit dem Lausanner Vertrag von 1923 fiel die Region an Griechenland). Der Vertrag von Konstantinopel befasste sich jedoch nicht mit der Flüchtlingsproblematik zwischen Bulgarien und dem Osmanischen Reich; diese wurde erst 1925 im Vertrag von Angora geregelt.

### Verluste
Die Kriege forderten an toten und verwundeten Soldaten: Serbien 71.000, Montenegro 11.200, Bulgarien 156.000, Griechenland 48.000 und Osmanisches Reich rund 100.000. Nicht einberechnet sind dabei Opfer unter den Zivilisten.

## Folgen und Bewertung

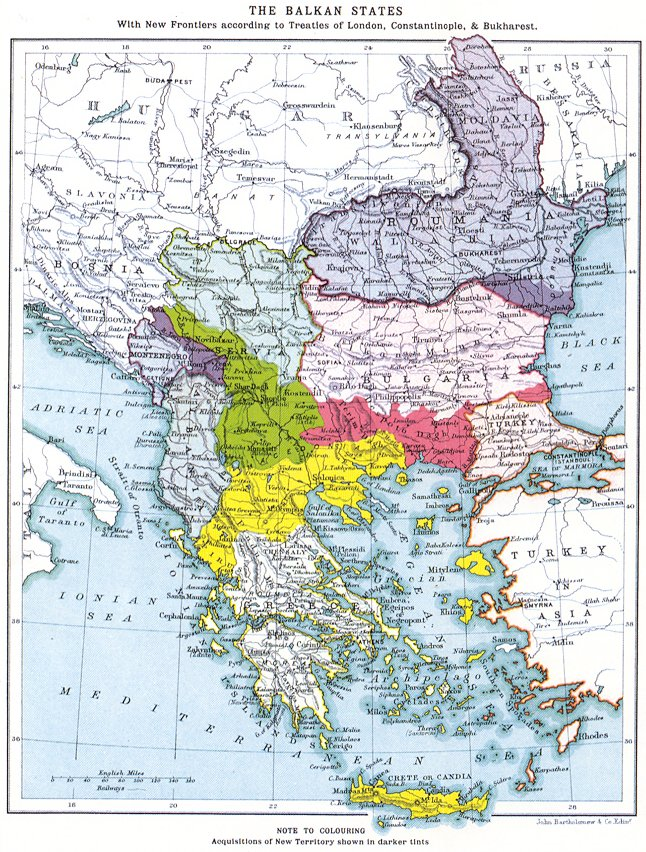
Grenzverlauf nach 1913 und territoriale Zugewinne der einzelnen Staaten

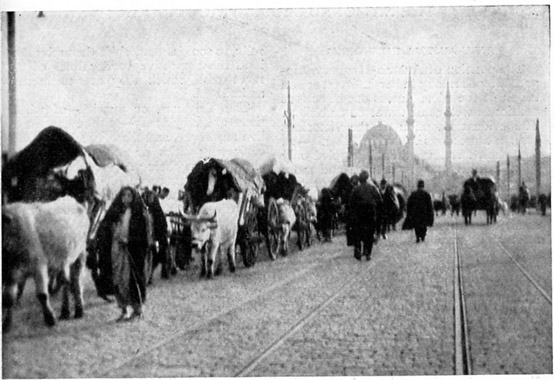
Muhadschir, die vom Balkan vertrieben wurden, beim Überqueren der Galata-Brücke in Istanbul

Die Balkankriege waren Wegbereiter für den Eintritt der südosteuropäischen Staaten in den Ersten Weltkrieg. Das Osmanische Reich trat ebenso wie das auf dem Balkan isolierte Bulgarien an der Seite der Mittelmächte in den Krieg ein. Beide Mächte strebten eine Revision der neu gezogenen Grenzen an.
Im Gegensatz zum Leitbild der „politischen Kriege“, das zu dieser Zeit in Europa herrschte, waren die Balkankriege von einem hohen Maß an ethnisch begründeter Gewalt geprägt. Alle Seiten ermordeten und vertrieben zahlreiche Zivilisten der jeweils anderen Völker. Der Frieden von Konstantinopel von 1913 gilt als der erste Friedensvertrag der Geschichte, der einen geplanten Bevölkerungsaustausch zwischen den Vertragspartnern mit dem Ziel einer ethnischen Entmischung vorsah. Im Frühsommer 1914 folgte ein ähnliches Abkommen zwischen Griechenland und dem Osmanischen Reich, das wegen des beginnenden Ersten Weltkrieges jedoch kaum umgesetzt wurde.
Die Balkankriege und der folgende Erste Weltkrieg vergifteten für Jahrzehnte die Beziehungen zwischen den Balkanvölkern.
Der Krieg vertiefte die Spaltungen innerhalb der Donaumonarchie Österreich-Ungarn. Teile der slowenischen und kroatischen intellektuellen Eliten und Politiker zeigten offen Sympathien für die Serben. Am 20. Oktober traf sich in Ljubljana das erste kroatisch-slowenische Parlament, das sich für eine trialistische Lösung einsetzte (gleiches Mitspracherecht für alle slawischen Völker in der Donaumonarchie, gegen den österreichisch-ungarischen Dualismus). So wie die meisten anderen europäischen Politiker prognostizierte man auf k.u.k.-Seite einen Sieg des Osmanischen Reiches. Österreich-Ungarn wollte unbedingt einen Zugang der Serben zur Adria verhindern und versuchte, entsprechend politischen Einfluss auf Serbien zu nehmen. Demgegenüber meinten slowenische und kroatische Politiker, dass der Stabilität der Monarchie am besten gedient wäre, wenn man auch die Interessen der slawischen Völker, die außerhalb der Donaumonarchie lebten, berücksichtigen und diese nicht mit faulen Kompromissen abspeisen würde.
Von 1913 bis 1914 beschäftigte sich eine von der Carnegie-Stiftung für Internationalen Frieden finanzierte internationale Kommission mit den Folgen des Krieges und den Auswirkungen auf die Zivilbevölkerung. Der Carnegie-Bericht der Kommission, der Paul Henri d’Estournelles de Constant, Henry Noel Brailsford, Pawel Miljukow, Samuel Train Dutton, Josef Redlich, Walther Schücking, Francis W. Hirst und Justin Godart angehörten, wurde im Frühjahr 1914 veröffentlicht, fand jedoch in Europa wegen des Ausbruchs des Ersten Weltkrieges kurz darauf kaum Beachtung.